# Etulia
Etulia (in russo Етулия) è un comune della Moldavia situato nella Gagauzia di 3.649 abitanti al censimento del 2004.

## Società

### Evoluzione demografica
In base ai dati del censimento, la popolazione è così divisa dal punto di vista etnico:
| Etnia       | Abitanti | %     |
| ----------- | -------- | ----- |
| Moldavi     | 164      | 4,49  |
| Ucraini     | 43       | 1,18  |
| Russi       | 31       | 0,85  |
| Gagauzi     | 3.382    | 92,68 |
| Bulgari     | 24       | 0,66  |
| Rumeni      | 0        | 0     |
| Altre etnie | 5        | 0,14  |

## Località
Il comune è formato dall'insieme delle seguenti località (popolazione 2004):
- Etulia (2.567 abitanti)
- Etulia Nouă (745 abitanti)
- Etulia, loc, st, c, f, (337 abitanti)